# Rita Lee e Roberto de Carvalho (álbum de 1982)
Rita Lee e Roberto de Carvalho (comumente conhecido como Flagra) é o décimo álbum de estúdio da musicista brasileira Rita Lee, e o segundo álbum de estúdio creditado à sua parceria com o produtor e multi-instrumentista Roberto de Carvalho. Foi lançado em 1982 pela gravadora Som Livre. Assim como os seus trabalhos anteriores, o disco trouxe canções que ficaram populares nas paradas musicais brasileiras, como "Flagra", "Barriga da Mamãe" e "Cor-de-Rosa Choque".
Após a gravação do álbum Baila Conmigo, que reunia versões em castelhano das canções de sucesso de seus discos anteriores, Rita e Roberto voltaram ao Brasil para iniciar as gravações de Flagra. A produção do álbum foi feita por Lee e Carvalho, dirigidos por Max Pierre. A foto da capa, apresentando o casal em um mar de plástico azul, foi inspirada em um cenário do filme de 1983 de Federico Fellini, E la nave va.
Célebre de público e crítica, Flagra ultrapassou a marca de dois milhões de cópias, superando, em vendas, o álbum Rita Lee (também conhecido como Lança Perfume), de 1980. Para a sua divulgação, um especial de televisão, intitulado O Circo, foi apresentado na TV Globo. Algumas faixas apareceram em produções da emissora, como "Cor-de-Rosa Choque", que serviu como tema de abertura do programa diário TV Mulher. "Flagra" e "Só de Você" apareceram nas versões nacionais das trilhas sonoras das telenovelas Final Feliz e Louco Amor, respectivamente. O álbum também rendeu uma turnê, a Rita Lee e Roberto Tour Brasil 83.
Em 1995, Flagra foi remasterizado e relançado em disco compacto pela EMI Music como parte da coleção Rita Lee Collection. Em 2015, ganhou nova remasterização e relançamento, agora sob o selo da Universal Music.

## Produção
Após a gravação do álbum Baila Conmigo, com versões em castelhano dos sucessos que apareceram anteriormente em seus discos, e de um videoclipe produzido no México; Rita e Roberto voltaram ao Brasil para iniciar as gravações de Rita Lee e Roberto de Carvalho, também conhecido como Flagra. A produção ficou à cargo da dupla, que foi auxiliada por Max Pierre. O grupo Roupa Nova colaborou com os vocais em algumas faixas. A foto da capa foi inspirada em um cenário de E la nave va , filme de 1983 do cineasta italiano Federico Fellini.

## Canções
"Cor-de-Rosa Choque" foi composta sob encomenda da Rede Globo, que estrearia o programa diário TV Mulher. Segundo Lee, a emissora desejava como canção de abertura "algo que expressasse o universo feminino com conhecimento de causa, o definitivo hino das fêmeas planetárias com sotaque brazuquês". A faixa "Flagra", encomendada para a telenovela Final Feliz, foi composta a partir da combinação de "Beach Boys com Tony Campello sugerindo o look bad boys de Juventude Transviada". O verso "chupando drops de anis" fez com que, inicialmente, a canção fosse censurada, sendo posteriormente liberada. "Barriga da Mamãe", que Rita descreveu como "tolinha", estava barrada há dois anos, sendo licenciada apenas em 1982. "Frou-Frou" foi descrita por Lee como uma "viagem na maionese retrô a caminho de lugar algum".
"Barata Tonta", de acordo com a artista, é uma canção que lhe dá orgulho: "Letra e música caminha juntas na mesma cadência, oferecendo uma baladona romântica bem-feita". "Vote em Mim" quase foi censurada, mas "por um milagre, acabou liberada". Para isso, o discurso fictício ao final da canção foi modificado, substituindo a expressão "abaixo a repressão" por "abaixo a depressão". Sobre "Só de Você", com arranjo e piano de César Camargo Mariano, Lee contou: "O clima sugeria um filme em branco e preto com Fred Astaire e Ginger Rogers dançando na sincronia perfeita de duas borboletas humanas com traje a rigor". A faixa fez parte da versão nacional da trilha sonora da telenovela de Gilberto Braga, Louco Amor.
"Brazil com S", com participação de João Gilberto, teve sua gênese numa viagem de avião entre Portugal e Nova Iorque, em que Rita e Roberto conversavam sobre a grafia de "Brasil". Segundo a cantora, "em cinco minutos, escrevemos a letra". Então, convidaram Gilberto para a gravação da faixa, que ocorreu rapidamente, em um só dia. "Pirata Cigano" foi composta a partir da imaginação de uma cena com "Sidney Magal num navio fantasiado de Barba Negra cantando com uma rosa vermelha entre os dentes, tipo Jack Sparrow gay". A última faixa do disco, "O Circo", é "uma melodia quase lírica" que "conta a manjada história do palhaço triste rejeitado pela bailarina, aquela falsa alegria que se nota nos personagens do picadeiro".

## Desempenho comercial e divulgação
O Jornal do Brasil, na edição de 23 de janeiro de 1983, afirmou que, até aquela data, o álbum vendera mais de 650 mil cópias,[carece de fontes?] aproximando-se das vendas do álbum Rita Lee (também conhecido como Lança Perfume), de 1980, que já tinha 750 mil cópias vendidas no Brasil. Estima-se que o disco tenha vendido cerca de dois milhões de cópias no Brasil.
Em divulgação, o álbum ganhou um especial televisivo, dirigido por Daniel Filho, intitulado O Circo. Segundo Rita, o especial era uma "superprodução" da TV Globo, "com palco giratório e figurinos exuberantes". Depois da gravação do programa, a banda saiu em turnê pelo país, com quatro caminhões transportando a estrutura do musical. A Rita Lee e Roberto Tour Brasil 83 foi a oitava excursão realizada pela artista. Foi realizada entre 11 de janeiro à 15 de maio de 1983. A turnê foi programada para ser apresentada em 25 cidades do Brasil, em 37 apresentações. A turnê foi idealizada após a gravação de O Circo, realizado no Ginásio do Ibirapuera, em novembro de 1982.[carece de fontes?]

## Lista de faixas
Todas as faixas escritas e compostas por Rita Lee e Roberto de Carvalho, exceto "Vote em Mim", escrita em parceria com Ezequiel Neves. 
| Lado um |                    |         |  |
| N.º     | Título             | Duração |  |
| 1.      | "Flagra"           | 03:34   |  |
| 2.      | "Barriga da Mamãe" | 04:06   |  |
| 3.      | "Barata Tonta"     | 03:50   |  |
| 4.      | "Frou-Frou"        | 01:55   |  |
| 5.      | "Vote em Mim"      | 04:22   |  |

| N.º | Título                             | Duração |  |
| 6.  | "Só de Você"                       | 04:13   |  |
| 7.  | "Brazil com S" (com João Gilberto) | 03:14   |  |
| 8.  | "Cor-de-Rosa Choque"               | 03:00   |  |
| 9.  | "Pirata Cigano"                    | 03:53   |  |
| 10. | "O Circo"                          | 03:27   |  |

## Ficha técnica
Fonte:
- Rita Lee – vocais principais, efeitos, auto-harpa, percussão bucal, programação de bateria eletrônica Korg, assovio do Popeye
- Roberto de Carvalho – guitarras rítmica e solo, piano Yamaha, teclados, piano Rhodes

Músicos adicionais
- Roupa Nova – vocais de apoio
- Beto Lee – fala (em "O Circo")
- Kiko – guitarras
- Ricardo Feghali – guitarras, teclados

- Nando – baixo elétrico
- Oswaldinho – acordeão (em "Frou-Frou")
- César Camargo Mariano – teclados (em "Só de Você")
- Lincoln Olivetti – teclados (em "Brazil com S")
- Robson Jorge – teclados (em "Brazil com S")
- Cleberson Horsth – teclados
- Rubinho Barsotti – vassourinhas (em "Só de Você")
- Paulinho – pandeirola
- Serginho Herval – bateria, trombone
- Léo Gandelman – saxofone
- Zé Carlos – saxofone
- Márcio Motarroyos – trompete
- Guilherme Dias Gomes – trompete

Produção musical
- Rita Lee e Roberto de Carvalho – produção, mixagem
- Max Pierre – direção de produção, engenharia de gravação, mixagem
- Célio Martins – engenharia de gravação, mixagem
- Cecília Assef – coordenação
- João Maria e Niltinho – assistência de gravação
- César, Mário, Jorge, Leco, João Ricardo, Júlio Martins – assistência de mixagem
- Eduardo Souto Neto – arranjo de metais
- Bernie Grundmann – corte (A&M Records, Nova Iorque)
- Yeddo Gouveia – montagem

Produção gráfica
- Miro – foto
- Maurício S. Oliveira – direção de arte
- Cleuder – arte final

## Posição nas tabelas musicais

### Tabelas anuais
| Tabela musical (1982) | Posição |
| --------------------- | ------- |
| Brasil (Nopem)        | 43      |

| Tabela musical (1983) | Posição |
| --------------------- | ------- |
| Brasil (Nopem)        | 3       |